# Andrena mimetes
Andrena mimetes är en biart som beskrevs av Cockerell 1929. Andrena mimetes ingår i släktet sandbin, och familjen grävbin. Inga underarter finns listade i Catalogue of Life.